# TJ TŽ Třinec (vzpírání)
Vzpěračský oddíl TJ TŽ Třinec je oddíl vzpírání sídlící ve městě Třinec v Moravskoslezském kraji. Založen byl v roce 1964. Od sezóny 2023 soutěží v 1. lize mužů (nejvyšší soutěž). Oddíl patří do Tělovýchovné jednoty Třineckých železáren.